# Municipio de Arcadia (condado de Manistee)
El municipio de Arcadia (en inglés: Arcadia Township) es un municipio ubicado en el condado de Manistee en el estado estadounidense de Míchigan. En el año 2010 tenía una población de 639 habitantes y una densidad poblacional de 13 personas por km².

## Geografía
El municipio de Arcadia se encuentra ubicado en las coordenadas 44°28′25″N 86°12′14″O / 44.47361, -86.20389. Según la Oficina del Censo de los Estados Unidos, el municipio tiene una superficie total de 49.16 km², de la cual 48,16 km² corresponden a tierra firme y (2.04 %) 1 km² es agua.

## Demografía
Según el censo de 2010, había 639 personas residiendo en el municipio de Arcadia. La densidad de población era de 13 hab./km². De los 639 habitantes, el municipio de Arcadia estaba compuesto por el 94,84 % blancos, el 0,63 % eran amerindios, el 0,16 % eran asiáticos, el 2,35 % eran de otras razas y el 2,03 % eran de una mezcla de razas. Del total de la población el 4,69 % eran hispanos o latinos de cualquier raza.